# 34197 Susrinivasan
34197 Susrinivasan este o planetă minoră (asteroid), cu un diametru de 2,944 km, din centura de asteroizi. A fost descoperită pe 25 august 2000 la Experimental Test Site⁠(d) de Lincoln Near-Earth Asteroid Research. 
Obiectul prezintă o orbită caracterizată de o semiaxă mare de 2,2502608 UAi, o excentricitate de 0,13, o înclinație de 7,9739 ° în raport cu ecliptica.